# Cervillego de la Cruz
Cervillego de la Cruz ist ein Ort und eine spanische Gemeinde mit 91 Einwohnern (Stand: 2024) im Süden der Provinz Valladolid der Region Kastilien-León.

## Lage
Cervillego de la Cruz liegt in der Iberischen Meseta ca. 47 km (Fahrtstrecke) südsüdwestlich von Valladolid in einer Höhe von ca. 755 m. Das Klima im Winter ist kalt, aber nur selten frostig, im Sommer dagegen warm bis heiß; der spärliche Regen (ca. 447 mm/Jahr) fällt verteilt übers ganze Jahr.

## Bevölkerungsentwicklung
| Jahr      | 1970 | 1981 | 1991 | 2001 | 2011 | 2021 |
| Einwohner | 252  | 217  | 191  | 150  | 96   | 83   |

Der kontinuierliche Bevölkerungsrückgang in der zweiten Hälfte des 20. Jahrhunderts ist im Wesentlichen auf die Mechanisierung der Landwirtschaft und den damit einhergehenden Verlust an Arbeitsplätzen zurückzuführen.

## Sehenswürdigkeiten
- Kirche Enthauptung des Johannes (Iglesia de San Juan Degollado)

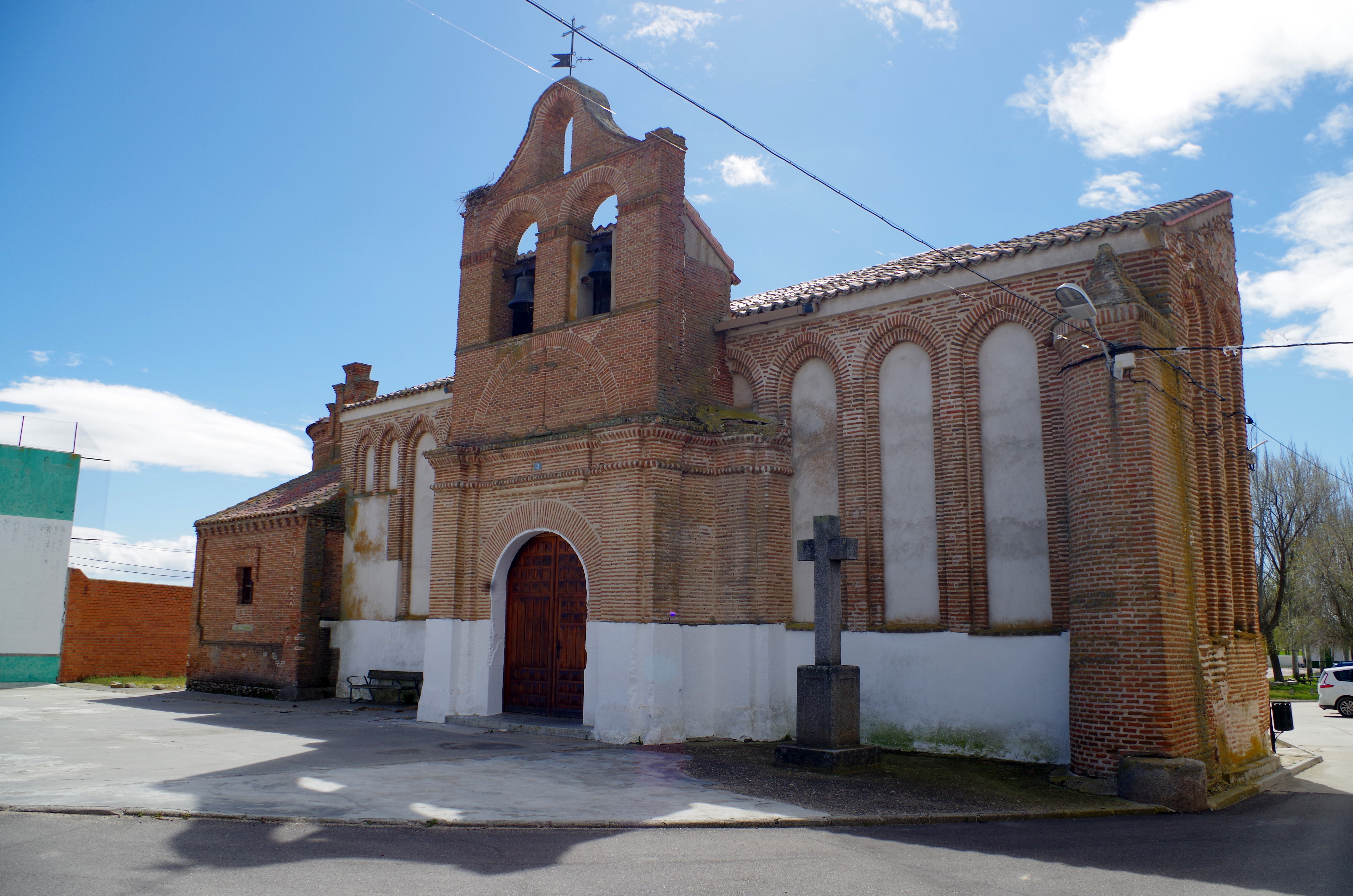
Kirche Enthauptung des Johannes
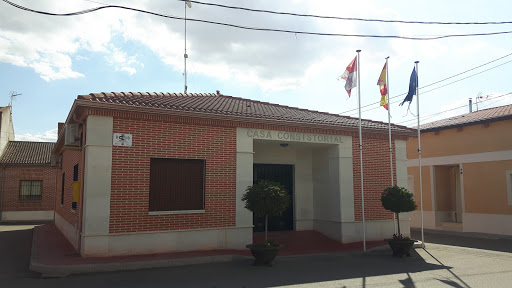
Rathaus